# Francesco Pizzi

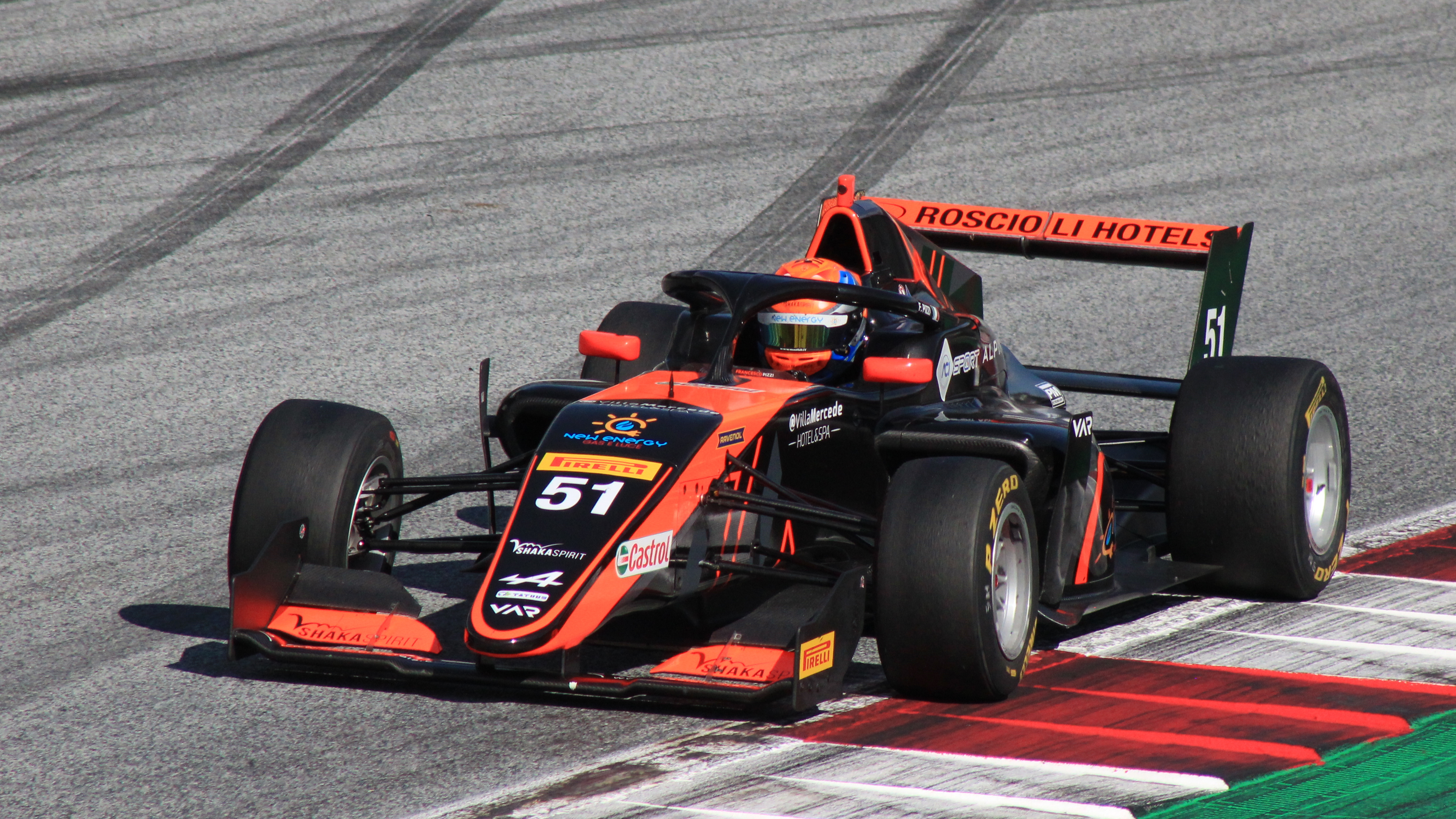
Francesco Pizzi op de Red Bull Ring in 2021

Francesco Raffaele Pizzi (Rome, 12 november 2004) is een Italiaans autocoureur.

## Carrière
Pizzi begon zijn internationale autosportcarrière in het karting in 2014 in de Mini ROK International Final, waarin hij negende werd. Hij reed tussen 2014 en 2016 in de 60 Mini-klasse, waarin hij in zijn laatste jaar de South Garda Winter Cup won en tweede werd in zowel de WSK Super Master Series en de WSK Champions Cup. In 2017 stapte hij over naar de OKJ-categorie en werd direct derde in het Italiaans kartkampioenschap. Hij bleef tot 2019 actief in de karts.
In 2020 stapte Pizzi over naar het formuleracing, waar hij zijn debuut maakte in het Verenigde Arabische Emiraten Formule 4-kampioenschap bij het team Xcel Motorsport. Hij won acht races: vijf op het Dubai Autodrome en drie op het Yas Marina Circuit. In de rest van het seizoen stond hij in twee andere races op het podium. Met 300 punten werd hij gekroond tot kampioen in de klasse. Vervolgens debuteerde hij in het Italiaanse Formule 4-kampioenschap bij Van Amersfoort Racing. Hierin won hij drie races: een op het Misano World Circuit Marco Simoncelli en twee op het Autodromo Nazionale Monza. Verder behaalde hij vier podiumplaatsen, waardoor hij met 208 punten tweede werd in de eindstand achter Gabriele Minì. Ook reed hij voor Van Amersfoort in drie raceweekenden van het ADAC Formule 4-kampioenschap, waarin drie vijfde plaatsen op de Nürburgring (tweemaal) en op de Hockenheimring zijn beste klasseringen waren.
In 2021 kwam Pizzi uit in het Formula Regional European Championship, waarin hij zijn samenwerking met Van Amersfoort voortzette. Hij kende een moeilijk seizoen, waarin hij enkel met een vijfde plaats op het Circuit Zandvoort en een negende positie op de Red Bull Ring tot scoren kwam. Met 12 punten werd hij twintigste in het kampioenschap.
In 2022 debuteerde Pizzi in het FIA Formule 3-kampioenschap, waarin hij uitkwam voor het team Charouz Racing System. Hij was de enige coureur van zijn team die een kampioenschapspunt wist te scoren, die hij behaalde met een tiende plaats op het Autodromo Internazionale Enzo e Dino Ferrari. Hierdoor eindigde hij op plaats 27 in het klassement.
In 2023 verhuist Pizzi naar de Verenigde Staten, waar hij deelneemt aan het USF Pro 2000 Championship voor het team TJ Speed Motorsports.